# 우파현

우파현의 문장

우파현(러시아어: Уфимская губерния, 바시키르어: Өфө губернаһы)은 러시아 제국의 현으로 현도는 우파이며 면적은 122,005km2, 인구는 2,567,000명(1897년 당시 기준)이다. 현재의 러시아 바시키르 공화국에 걸쳐 있었다. 1865년 오렌부르크현에서 분리되어 신설되었으며 1919년 바시키르 소비에트 사회주의 자치 공화국에 편입되면서 폐지되었다.